# Dom Angielski w Gdańsku
Dom Angielski (niem. Englisches Haus), niekiedy także „Dom Anielski” – jedna z najbardziej okazałych kamienic mieszczańskich Gdańska, położona przy ul. Chlebnickiej 16 (dawniej Brotbänkengasse). Był największą kamienicą mieszkalną Gdańska sprzed epoki rozbiorów.

## Historia
Został zbudowany w latach 1568-1570, w stylu renesansowym, przez pochodzącego z Drezna Hansa Kramera dla kupca Dirka Lylge. Zajął dwie sąsiadujące parcele, dzięki czemu można było zbudować imponującą fasadę o szerokości 15,5 m i wysokości 30 m, w ośmiu kondygnacjach, zwieńczoną czterema szczytami i wysmukłą wieżyczką z ozdobnym hełmem i iglicą.
Elewacja frontowa ozdobiona jest bogatą dekoracją rzeźbiarską. Pary pilastrów wydzielają pary okien, a kondygnacje rozdzielone są wydatnymi gzymsami z dekoracyjnymi fryzami roślinnymi. Pierwotnie kamienne detale elewacji były pozłacane, a płaszczyzny elewacji pokrywały barwne sgraffita. Bogato ozdobione były również cztery szczyty. Wejście do budynku otrzymało wspaniały portal, w formie łuku triumfalnego, flankowany zdwojonymi żłobkowanymi pilastrami z wysuniętą kolumną pośrodku. Portal wykazuje cechy wspólne z portalem "Georgentor" na zamku w Dreźnie, przy budowie którego pracował wcześniej projektant. Zwieńczenie kamienicy ozdobiono postaciami rycerzy trzymającymi tarcze z herbami Dirka Lygle oraz jego żony Elżbiety z Rosenbergów. Całość ponad tympanonem zwieńczyła figura anioła od którego budynek nazywano początkowo Domem Anielskim.  Elewację pierwotnie zdobiły jeszcze sgraffita.
Pierwszy właściciel, Dirk Lylge, zbankrutował w 1586 roku, a jego dom zajęli wierzyciele. W XVII wieku (w latach 1640–1690) część budynku, a zwłaszcza wielką sień wykorzystywali, na wzór założonego wcześniej „Domu Angielskiego” w Hamburgu, na cele targowe, zebrania i nabożeństwa przebywający w Gdańsku kupcy angielscy i szkoccy, i stąd ma pochodzić używana obecnie nazwa budynku. Źródła mówią, że stosownego obiektu już w 1622 poszukiwała w Gdańsku delegacja firmy Baltic Company of London. 
Pomimo wielu zachowanych przekazów, że był to rzeczywiście „Dom Angielski”, sceptycy jednakże sądzą, że nazwa powstała przez zniekształcenie pierwotnej nazwy „Dom Anielski”. 
W „Domu Angielskim” m.in. kupiec Karl Gottfried Grischow prowadził skład pełnego asortymentu zagranicznych, zwłaszcza angielskich towarów, mebli i obrazów.
Od 1722 kamienica pełniła funkcję popularnego zajazdu, zaś w 1832 Dom połączony został z budynkiem przy Długim Targu 30 pełniąc rolę hotelu. Np. w 1921 ten adres „Domu Angielskiego” potwierdza wpis dokonany w miejscowym przewodniku. W 2 połowie XIX wieku w hotelu zatrzymała się 24-letnia Jadwiga Łuszczewska (Deotyma), która zaczęła w nim szkicować romansową powieść „Panienka z Okienka” ukończoną w 1891 roku. W 1912 właściciel planował wyburzyć kamienicę, w związku z czym Stowarzyszenie na Rzecz Zachowania Zabytków Budownictwa i Sztuki Gdańska zorganizowało publiczną zbiórkę pieniędzy w celu jej wykupienia, w którą to akcję włączyło się miasto, które wykupiło budynek. W 1912 roku Carl Weber przeprowadził inwentaryzację budynku i sporządził projekt rekonstrukcji fasady. W latach 1927–1928 przeprowadzono konserwację elewacji, wymieniając ok. 40% dekoracji kamieniarskiej. 
W 1945 budynek został zniszczony, ocalały jedynie przedproże i cztery dolne kondygnacje fasady z portalem. W latach 1957–1959 kamienica została odbudowana w stanie surowym z zachowaniem ocalałych partii i fragmentów ścian bocznych według projektu architekta Kazimierza Orłowskiego. Fasadę zrekonstruowano w latach siedemdziesiątych XX wieku, jednak nie odtworzono wnętrz. W 2017 roku za kwotę około 500 tys. zł odtworzono pełną kolorystykę elewacji z pozłacanymi elementami dekoracji architektonicznej.
Obecnie w „Domu Angielskim” mieści się obiekt noclegowy Moon Apartments Gdańsk oraz Wydział Grafiki Akademii Sztuk Pięknych w Gdańsku.

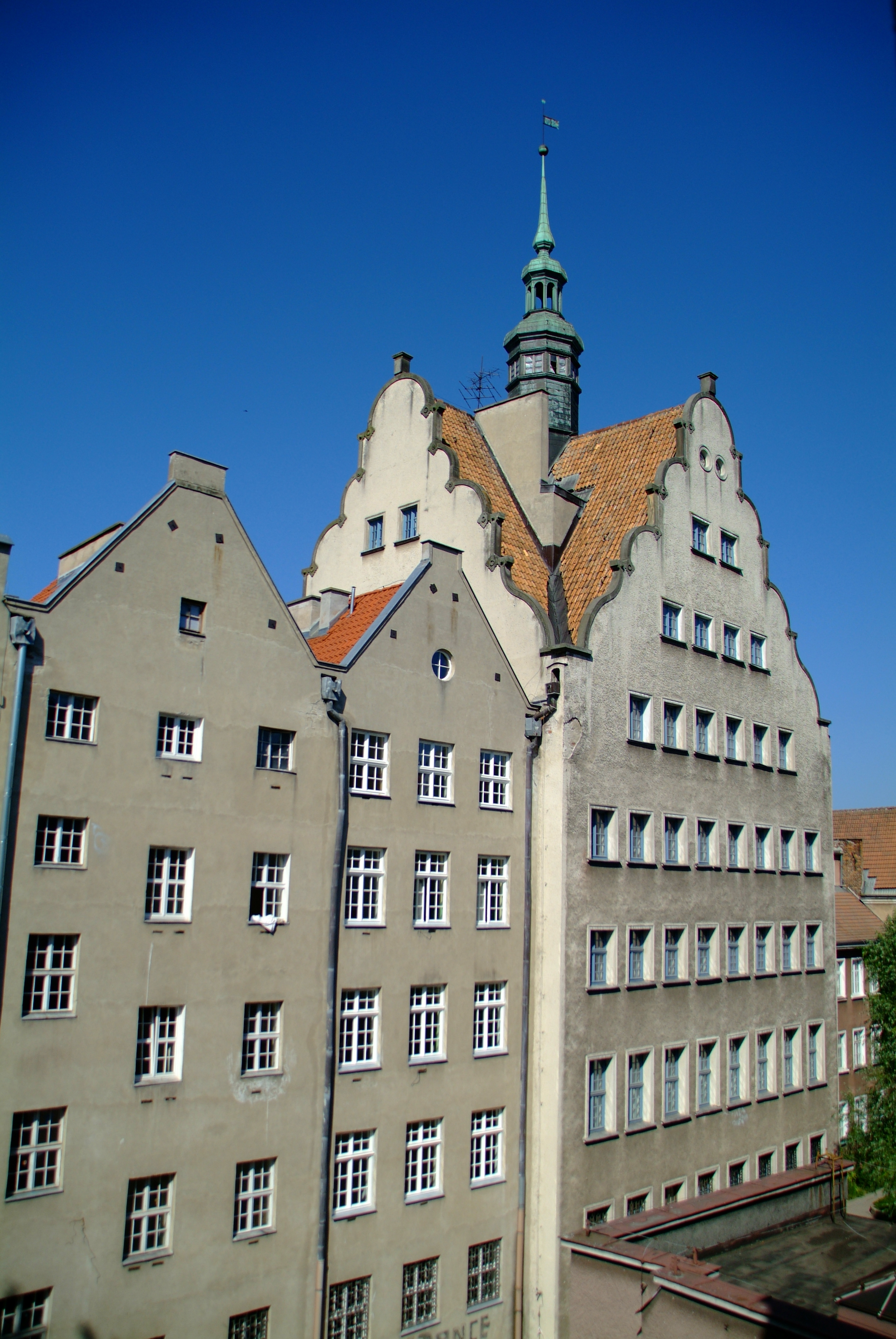
Tył
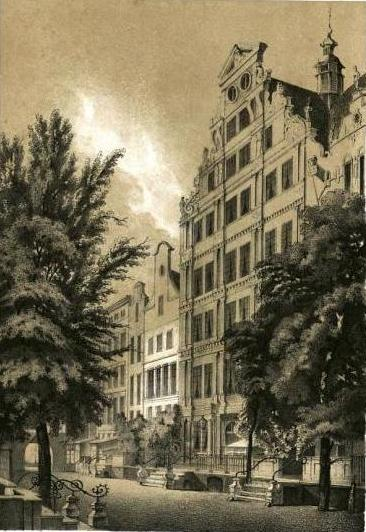
Widok archiwalny